# Campeonato Paulista de Basquete Feminino de 2019
O Campeonato Paulista de Basquete Feminino de 2019 foi uma competição brasileira de basquete feminino organizada pela Federação Paulista de Basketball que contou com a presença de seis equipes.

## Participantes
| Equipe                 | Cidade      | Ginásio                                |
| ---------------------- | ----------- | -------------------------------------- |
| Basketball Santo André | Santo André | G.M. "Pedro Dell Antonia"              |
| AB Araraquara          | Araraquara  | G.M. "Pres. Castelo Branco" (Gigantão) |
| Ituano Basquete        | Itu         | G.M. "Dr. Prudente de Moraes"          |
| Vera Cruz Campinas     | Campinas    | A.A. Ponte Preta                       |
| Pró-Esporte Sorocaba   | Sorocaba    | G.M. "Gualberto Moreira"               |
| Basquete Catanduva     | Catanduva   | G.M. "Anuar Pacha"                     |

## Regulamento
De acordo com o regulamento, na fase inicial, as equipes jogam entre si em turno e returno. As duas melhores classificadas avançarão diretamente às Semi-finais. As demais equipes se enfrentam nas quartas em um playoff (o terceiro do grupo contra o sexto, e o quarto contra o quinto).
Todas as séries serão decididas em melhor de três partidas.

## Primeira fase

### Classificação
| Pos. | Equipe                 | Pts | J  | V | D | PM  | PS  |
| ---- | ---------------------- | --- | -- | - | - | --- | --- |
| 1    | Ituano Basquete        | 19  | 10 | 8 | 2 | 655 | 591 |
| 2    | Vera Cruz Campinas     | 16  | 10 | 6 | 4 | 663 | 617 |
| 3    | Basketball Santo André | 15  | 10 | 5 | 5 | 620 | 616 |
| 4    | Basquete Catanduva     | 14  | 10 | 4 | 6 | 660 | 654 |
| 5    | AB Araraquara          | 14  | 10 | 4 | 6 | 638 | 629 |
| 6    | Pró-Esporte Sorocaba   | 12  | 10 | 3 | 7 | 586 | 715 |

## Playoffs

### Chaveamento
|  | Quartas de final (Melhor de 3) | Quartas de final (Melhor de 3) | Quartas de final (Melhor de 3) |  |  | Semifinal (Melhor de 3) | Semifinal (Melhor de 3) | Semifinal (Melhor de 3) |   |                    | Final (Melhor de 3) | Final (Melhor de 3) | Final (Melhor de 3) |
|  |                                |                                |                                |  |  |                         |                         |                         |   |                    |                     |                     |                     |
|  |                                |                                |                                |  |  |                         |                         |                         |   |                    |                     |                     |                     |
|  |                                |                                |                                |  |  | Ituano Basquete         | Ituano Basquete         | 2                       |   |                    |                     |                     |                     |
|  | AB Araraquara                  | AB Araraquara                  | 2                              |  |  | AB Araraquara           | AB Araraquara           | 0                       |   |                    |                     |                     |                     |
|  | Basquete Catanduva             | Basquete Catanduva             | 0                              |  |  |                         |                         |                         |   | Vera Cruz Campinas | Vera Cruz Campinas  | 2                   |                     |
|  |                                |                                |                                |  |  |                         | Ituano Basquete         | Ituano Basquete         | 0 |                    |                     |                     |                     |
|  |                                |                                |                                |  |  | Vera Cruz Campinas      | Vera Cruz Campinas      | 2                       |   |                    |                     |                     |                     |
|  | Basketball Santo André         | Basketball Santo André         | 2                              |  |  | Basketball Santo André  | Basketball Santo André  | 1                       |   |                    |                     |                     |                     |
|  | Pró-Esporte Sorocaba           | Pró-Esporte Sorocaba           | 0                              |  |  |                         |                         |                         |   |                    |                     |                     |                     |
|  |                                |                                |                                |  |  |                         |                         |                         |   |                    |                     |                     |                     |
|  |                                |                                |                                |  |  |                         |                         |                         |   |                    |                     |                     |                     |

### Quartas de final
| Time 1                 | Séries | Time 2               | 1º Jogo | 2º Jogo | 3º Jogo |
| ---------------------- | ------ | -------------------- | ------- | ------- | ------- |
| AB Araraquara          | 2-0    | Basquete Catanduva   | 68 –52  | 57–62   | –       |
| Basketball Santo André | 2-0    | Pró-Esporte Sorocaba | 45–73   | 76–54   | –       |

### Semifinal
| Time 1             | Séries | Time 2                 | 1º Jogo | 2º Jogo | 3º Jogo |
| ------------------ | ------ | ---------------------- | ------- | ------- | ------- |
| Ituano Basquete    | 2-0    | AB Araraquara          | 56–69   | 61–50   | –       |
| Vera Cruz Campinas | 2-1    | Basketball Santo André | 52–47   | 70–51   | 76 -74  |

### Final
| Time 1             | Séries | Time 2          | 1º Jogo | 2º Jogo | 3º Jogo |
| ------------------ | ------ | --------------- | ------- | ------- | ------- |
| Vera Cruz Campinas | 2-0    | Ituano Basquete | 70–59   | 64–76   | -       |

| Campeonato Paulista de Basquete Feminino 2019 |
| --------------------------------------------- |
| Vera Cruz Campinas Campeã                     |